# Bjuv
Bjuv – miejscowość (tätort) w południowej Szwecji, w regionie administracyjnym (län) Skania. Siedziba władz (centralort) gminy Bjuv.
Miejscowość położona jest na zachód od pasma Söderåsen w północno-zachodniej części prowincji historycznej (landskap) Skania, ok. 15 km na wschód od Helsingborga.
Od XIX wieku historia Bjuv związana jest z kopalnictwem węgla kamiennego oraz gliny wykorzystywanej do produkcji ceramiki. Szczególnie szybki rozwój miejscowości jako ośrodka przemysłowego nastąpił w 2 poł. XIX wieku. Przyczyniło się do tego otwarcie w 1875 roku linii kolejowej Helsingborg – Hässleholm. Ostatnia kopalnia węgla kamiennego została zamknięta w 1979 roku. W jednym z jej szybów mieści się od 1985 roku muzeum górnictwa związanego z okolicami Bjuv.
W Bjuvie ma swoją siedzibę przedsiębiorstwo branży spożywczej Findus Sverige AB.
W 2010 roku Bjuv liczył 6832 mieszkańców.

## Osoby związane z Bjuvem
- Daniel Andersson
- Anna Anka
- Göran Hagberg